# Hammelev Sogn (Haderslev Kommune)
 Denne artikel omhandler Hammelev Sogn (Haderslev Kommune). Der er også andre sogne med dette navn, se Hammelev Sogn.
Hammelev Sogn er et sogn i Haderslev Domprovsti (Haderslev Stift).
Hammelev Sogn hørte til Gram Herred i Haderslev Amt. Hammelev sognekommune blev ved kommunalreformen i 1970 indlemmet i Vojens Kommune, der ved strukturreformen i 2007 indgik i Haderslev Kommune.
I Hammelev Sogn ligger Hammelev Kirke.
I sognet findes følgende autoriserede stednavne:
- Christiansdal (bebyggelse)
- Gammel Ladegård (bebyggelse, ejerlav)
- Hammelev (bebyggelse, ejerlav)
- Jernhyt (bebyggelse)
- Ladegårdsmark (bebyggelse)
- Nørremark (bebyggelse)
- Pamhule Skov (areal, ejerlav)
- Sandkule (areal)
- Skovgård (landbrugsejendom)
- Stevning Dam (vandareal)
- Styding (bebyggelse, ejerlav)
- Styding Skov (areal)
- Stydingdam (bebyggelse)
- Stydingskov (bebyggelse)
- Tørning Mark (bebyggelse)
- Tørninggård (landbrugsejendom)

## Afstemningsresultat
Folkeafstemningen ved Genforeningen i 1920 gav i Hammelev Sogn 735 stemmer for Danmark, 65 for Tyskland. Af vælgerne var 161 tilrejst fra Danmark, 52 fra Tyskland. 